# モーリス・ラヴェル
ジョゼフ・モーリス（モリス）・ラヴェル（Joseph Maurice Ravel フランス語: [ʒɔzɛf mɔʁis ʁavɛl] 発音例, 1875年3月7日 - 1937年12月28日）は、フランスの作曲家。『スペイン狂詩曲』やバレエ音楽『ダフニスとクロエ』『ボレロ』の作曲、『展覧会の絵』のオーケストレーションで知られる。

## 生涯

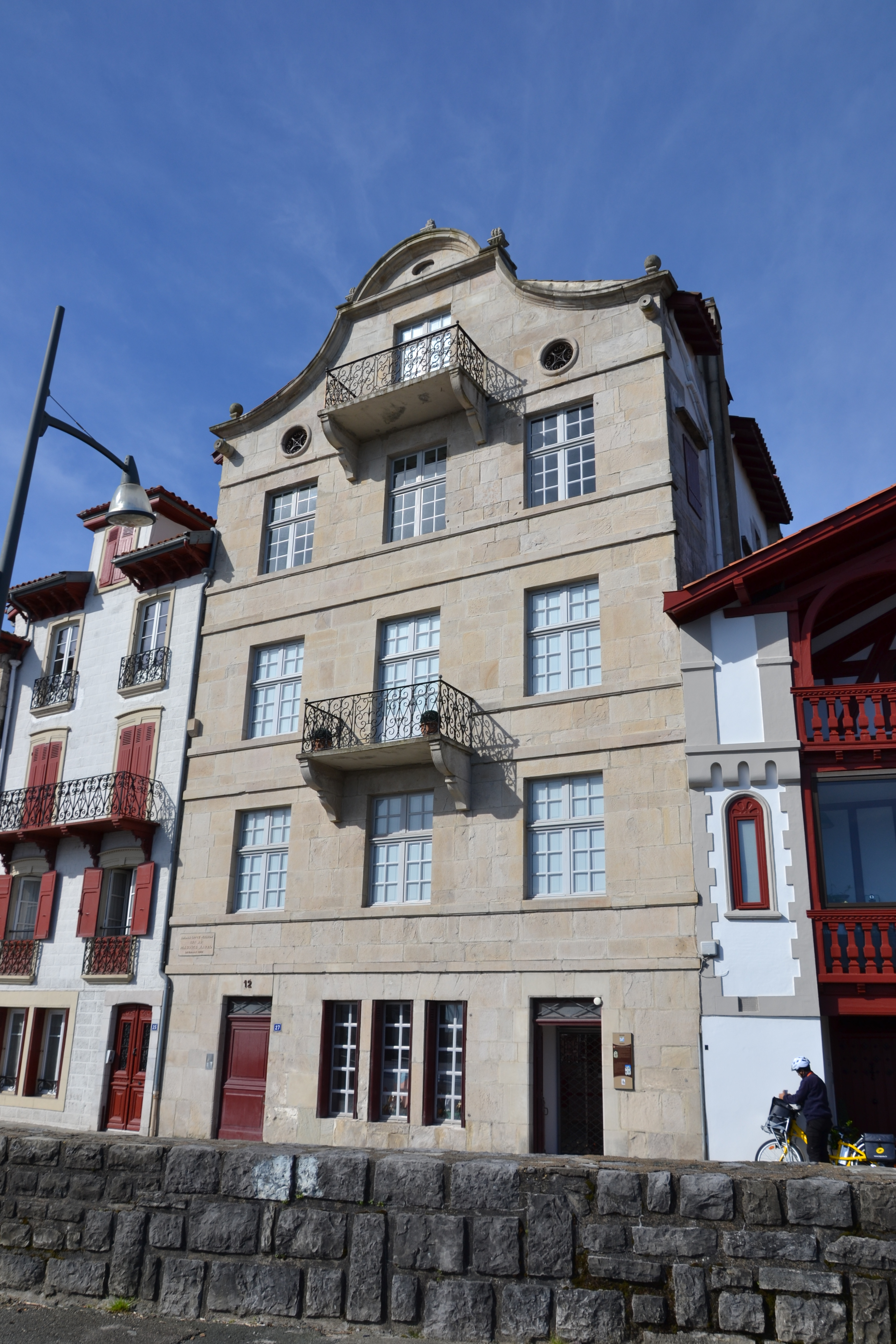
モーリス・ラヴェル出生のオランダ様式の建築。

1875年3月にフランス南西部、スペインにほど近いフランス領バスク地方のシブールで生まれる。生家は、オランダの建築家により17世紀に建てられたもので、アムステルダムの運河に面する建物さながらの完全なオランダ様式を呈しており、現存している（写真）。母マリー（1840年 - 1917年）はスペインのマドリード育ちのバスク人、父ジョゼフ（1832年 - 1908年）はスイス出身の発明家兼実業家だった。同年6月に家族がパリへ移住したあと、弟エドゥアール（1878年 - 1960年）が生まれた。ラヴェル自身が生後3カ月しか滞在しておらず、後の25年間戻ることがなかったことから、バスク地方の表現への直接的な影響については議論があった。だが、作家アービー・オレンシュタインによって書かれた伝記によれば、母親に非常に親しみを感じ、その存在を通じてバスクの文化的な遺産を学び、最初の思い出は母親が彼に歌ったバスク民謡だったという（成人後になると、定期的にサン＝ジャン＝ド＝リュズに戻り、休日を過ごしたり仕事をしたりした）。

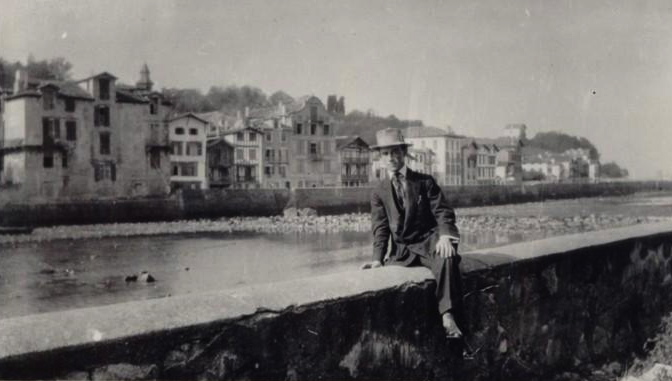
出生地の対岸で写真におさまるラヴェル。

父親が音楽好きで幼少のころからピアノや作曲を学び、ラヴェルが音楽の道へ進むことを激励した。
幼い頃からわたしはあらゆる種類の音楽に敏感でした。わたしの父はおおくのファンよりもはるかに音楽に精通しており、わたしの趣味をどう発達させ、手ばやく情熱を刺激するかを知っていました （ラヴェル、Esquisse autobiographique、1928）
やがて両親はパリ音楽院へ送り出した。音楽院に在籍した14年のあいだ、ガブリエル・フォーレやエミール・ペサールらのもとで学んだラヴェルは、当時のパリの国際的で実験的な空気を背景に、若く革新的な芸術家と行動を共にし、強い影響と薫陶を受ける。
1898年3月5日の国民音楽協会第266回演奏会から公式デビューを果たしたラヴェルはあくる20世紀に先んじて作曲家として認められ、その作品は議論の対象となった。いっぽうで作曲の大胆さと自身が「解放者」と目すシャブリエとサティへの賞賛は、伝統主義が支配的なサークル内でおおくの反目を買った。
1901年、ラヴェルの個性が確立された『水の戯れ』 (Jeux d’eau) が書かれ、曲は当時の音楽的流行から自立したものとなった。表現的慎ましさ、謙虚さ、エキゾチックでファンタジックな好み、形式的な完璧さに対するほとんど強迫観念とも言える探求により1901年から1908年の間に多くの作品が生みだされた。 『ソナチネ』（Sonatine, 1903年）、『序奏とアレグロ』（Introducción et allegro, 1906年）、『スペイン狂詩曲』（Rapsodie espagnole, 1907年）、組曲『マ・メール・ロワ』（Ma Mère l'Oye, 1908年）、『夜のガスパール』（Gaspard de la Nuit、1908年）は、アロイジウス・ベルトランの詩に触発されて書かれた。

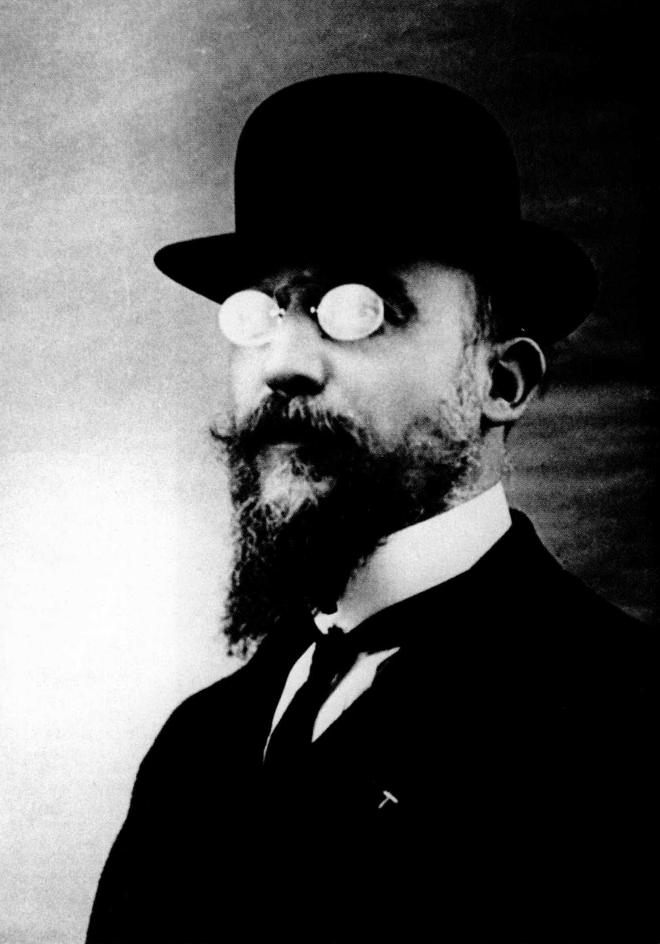
前衛作曲家エリック・サティ。ラヴェルは伝統主義に抗って、サティを称賛、擁護した。

1900年から5回にわたって、有名なローマ大賞を勝ち取ろうと試みる。1901年、2回目の挑戦ではカンタータ『ミルラ』で3位に入賞したものの、大賞は獲得できなかった。1902年、1903年は本選において入賞を逃し、1904年はエントリーを見送った。翌1905年は、年齢制限によりラヴェルにとって最後の挑戦となったが、大賞どころか予選段階で落選してしまった。すでに『亡き王女のためのパヴァーヌ』『水の戯れ』などの作品を発表していたラヴェルが予選落ちしたことは大スキャンダルとなり、この「ラヴェル事件」により、パリ音楽院院長のテオドール・デュボワは辞職に追い込まれ、後任院長となったフォーレがパリ音楽院のカリキュラム改革に乗り出す結果となった。
1907年、歌曲集『博物誌』の初演後、エドゥアール・ラロの息子ピエール・ラロはこの作品をドビュッシーの盗作として非難し、論争が起こった。しかし、『スペイン狂詩曲』が高い評価で受け入れられると批判はおさまった。そしてラヴェルは、バレエ・リュス（ロシア・バレエ団）の主宰者セルゲイ・ディアギレフからの委嘱により『ダフニスとクロエ』を作曲した。
1909年4月、ロンドンで初めての海外ツアーに参加し、自身がドーバー海峡の向こうで高く評価されていることを知る。1910年、保守的な「国民音楽協会」と決別、シャルル・ケックランらと現代的な音楽を促進、新しい音楽の創造を目指す団体「独立音楽協会」を旗揚げし、創立者のひとりとして名を連ねた。1911年、詩人フラン＝ノアンによって台本の書かれたオペラ『スペインの時』（L'Heure espagnole）の初演が催されたが、大衆、とりわけ批評家から「ポルノ」呼ばわりされ、不評裡に終わった。当時は台本のユーモアも、ラヴェルの大胆なオーケストラもほとんど理解されなかった。

第一次世界大戦。トラック輸送兵として参戦したラヴェルは終戦後、以前のような旺盛な創作欲を発揮することはなくなってしまう。

第一次世界大戦勃発後、パイロットとして志願したが、体重が規定に「2キログラム」満たなかったことからその希望は叶わなかった。1915年3月にトラック輸送兵として兵籍登録された。ラヴェルの任務は砲弾の下をかいくぐって資材を輸送するような危険なものであり、当時の前線ヴェルダン 付近まで到達した。道中、腹膜炎となり手術を受けた。結局、終生戦争の傷から回復することはなかった。
大戦中の1917年1月15日、最愛の母親が76歳でこの世を去る。生涯最大の悲しみに直面したラヴェルの創作意欲は極度に衰え、1914年にある程度作曲されていた組曲『クープランの墓』を完成（1917年11月）させた以外は、3年間にわたって実質的な新曲を生み出せず、1920年の『ラ・ヴァルス』以降も創作ペースは極端に落ちてしまった。母の死から3年経とうとした1919年末にラヴェルがイダ・ゴデブスカに宛てた手紙には、「日ごとに絶望が深くなっていく」と、痛切な心情が綴られている。
こうしてラヴェルの「偉大な時代」は終わりを告げる。代わって、慎重に計算された愛情と優雅さの背後に隠された、自発的に冷たく控えめな男―「ダンディな男ラヴェル」のイメージが一般に広まるようになった。
1920年1月、レジオンドヌール勲章叙勲者にノミネートされたが、これを拒否したために物議を醸し、結果的に4月、公教育大臣と大統領によってラヴェルへの叙勲は撤回された。
1920年代のフランスでは、エリック・サティを祖とするより前衛的な「フランス6人組」の登場や、複調・無調・アメリカのジャズなど新しい音楽のイディオムの広まりによって、ラヴェルの音楽は時代の最先端ではなくなった。さかんに演奏旅行を行う一方、ラヴェルの創作活動は低調になり、1923年には『ヴァイオリンソナタ』のスケッチしか残せていない。
1928年、初めてアメリカに渡り、4か月に及ぶ演奏旅行を行なった。ニューヨークでは満員の聴衆のスタンディングオベーションを受ける一方、黒人霊歌やジャズ、摩天楼の立ち並ぶ町並みに大きな感銘を受けた。この演奏旅行の成功により、ラヴェルは世界的に有名になった。同年、オックスフォード大学の名誉博士号を授与される。

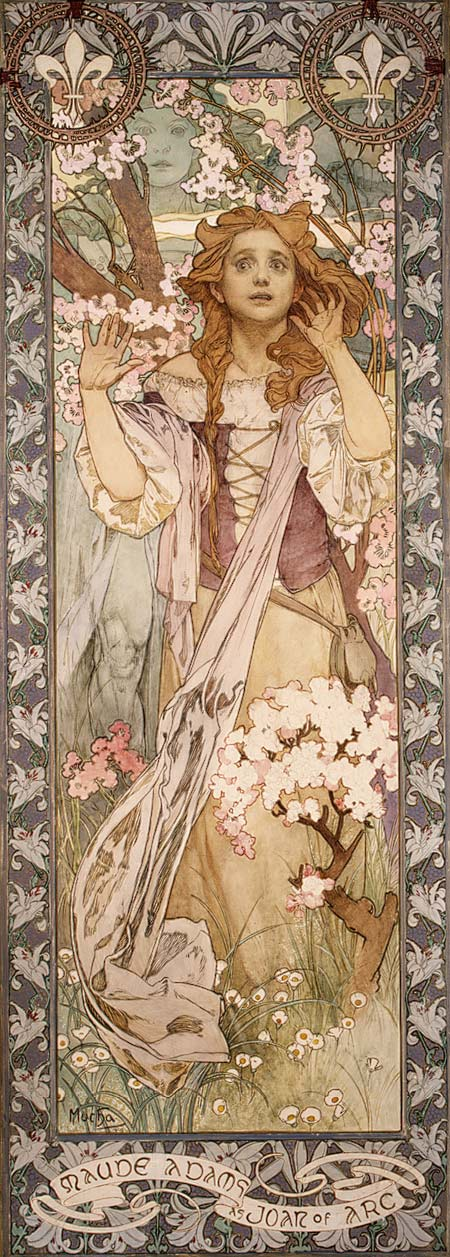
オペラ「ジャンヌ・ダルク」。病気に冒されたラヴェルの叶わぬ夢となった。 「だがこのオペラを完成させることはできないだろう。僕の頭の中ではもう完成しているし音も聴こえているが、今の僕はそれを書くことができないからね...」と供述している。

アメリカからの帰国後、ラヴェルが生涯に残せた楽曲は、『ボレロ』（1928年）、『左手のためのピアノ協奏曲』（1930年）、『ピアノ協奏曲 ト長調』（1931年）、『ドゥルシネア姫に心を寄せるドン・キホーテ』（1933年）の、わずか4曲である。
1927年ごろから軽度の記憶障害や言語症に悩まされていたが、1932年、パリでタクシーに乗っているときに交通事故に遭い、これを機に症状が徐々に進行していった。タクシー事故に遭った同年に、最後の楽曲『ドルシネア姫に想いを寄せるドン・キホーテ』の作曲に取りかかるが、楽譜や署名で頻繁にスペルミスをするようになり、完成が長引いている。字を書くときに文字が震え、筆記体は活字体になり、わずか50語程度の手紙を1通仕上げるのに辞書を使って1週間も費やした。動作が次第に緩慢になり、手足をうまく動かせなくなり、それまで得意だった水泳ができなくなった。言葉もスムーズに出なくなったことからたびたび癇癪を起した。また渡されたナイフの刃を握ろうとして周囲を慌てさせたが、自身の曲の練習に立ち会った際には演奏者のミスを明確に指摘している（どんな病気にかかっていたか、またその原因が交通事故によるものなのかどうかは諸説ある）。
1933年11月、パリで最後のコンサートを行い、代表作『ボレロ』などを指揮するが、このころには手本がないと自分のサインも満足にできない状態にまで病状が悪化していた。コンサート終了後、ファンからサインを求められたラヴェルは、「サインができないので、後日弟にサインさせて送る」と告げたという。1934年には周囲の勧めでスイスのモンペルランで保養に入ったが一向に回復せず、病状は悪化の一途をたどった。1936年になると、周囲との接触を避けるようになり、小さな家の庭で一日中椅子に座ってぼんやりしていることが多くなった。たまにコンサートなどで外出しても、無感動な反応に終始するか、突発的に癇癪を爆発させるなど、周囲を困惑させた。
病床にあって彼はオペラ『ジャンヌ・ダルク』などいくつかの曲の着想を得、それを書き留めようとしたがついに一文字も書き進めることができなくなったと伝えられる。あるときは友人に泣きながら「私の頭の中にはたくさんの音楽が豊かに流れている。それをもっとみんなに聴かせたいのに、もう一文字も曲が書けなくなってしまった」と呟き、また別の友人には『ジャンヌ・ダルク』の構想を語ったあと、「だがこのオペラを完成させることはできないだろう。僕の頭の中ではもう完成しているし音も聴こえているが、今の僕はそれを書くことができないからね」とも述べたという。
同時期、失語症などの権威だった神経学者テオフィル・アラジョアニヌの診察を受けるが、博士は失語症や理解障害、観念運動失行など脳神経学的な症状であると判断した。しかし脳内出血などを疑っていたラヴェルの弟のエドゥアールや友人たちはその診断に納得せず、1937年12月17日に血腫や脳腫瘍などの治療の専門家として名高かった脳外科医クロヴィス・ヴァンサンの執刀のもとで手術を受けた。しかし腫瘍も出血も発見されず、脳の一部に若干の委縮が見られただけだった。もともと万が一の可能性に賭けて手術という決断をしたヴァンサンは、ラヴェルが水頭症を発症していないことを確かめると萎縮した脳を膨らまそうとして生理食塩水を注入した。手術後は一時的に容体が改善したが、まもなく昏睡状態に陥り、意識が戻らぬまま12月28日に死去 (満62歳没) 。葬儀にはダリウス・ミヨー、フランシス・プーランク、イーゴリ・ストラヴィンスキーらが立ち会い、遺体はルヴァロワ＝ペレ（パリ西北郊）に埋葬された。
晩年を過ごしたイヴリーヌ県モンフォール＝ラモーリーにあるラヴェルの最後の家「ベルヴェデーレ(fr:Le Belvédère)」は、現在モーリス・ラヴェル博物館（Musée Maurice Ravel）となっている。浮世絵を含む絵画や玩具のコレクション、作曲に用いられたピアノなどが展示されている。
ラヴェルは一生独身を貫き、弟のエドゥワールも晩婚で子どもをもうけなかったため、ラヴェル家の血筋は途絶えた。

## 作風

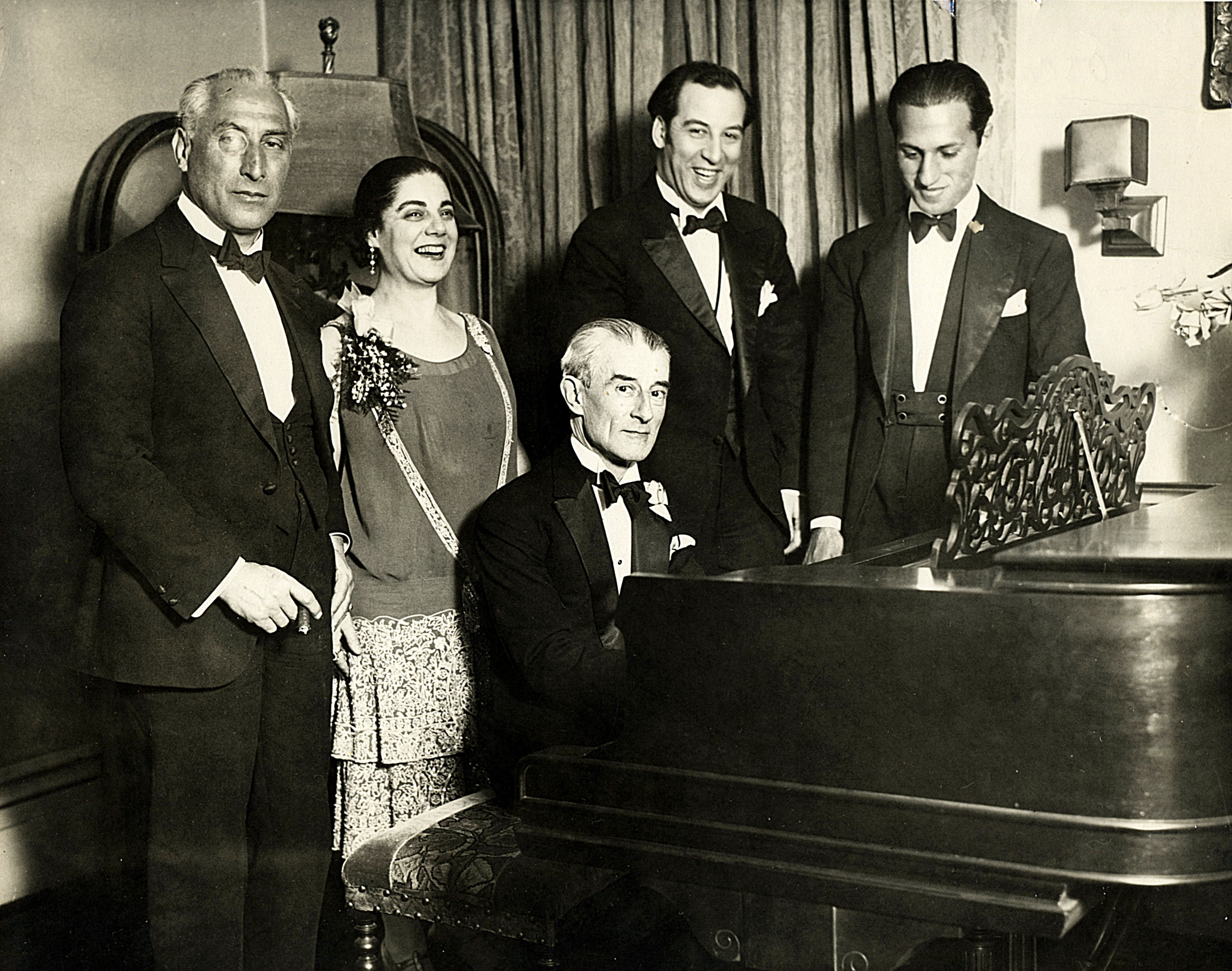
ラヴェルとガーシュウィン（右端）1928年

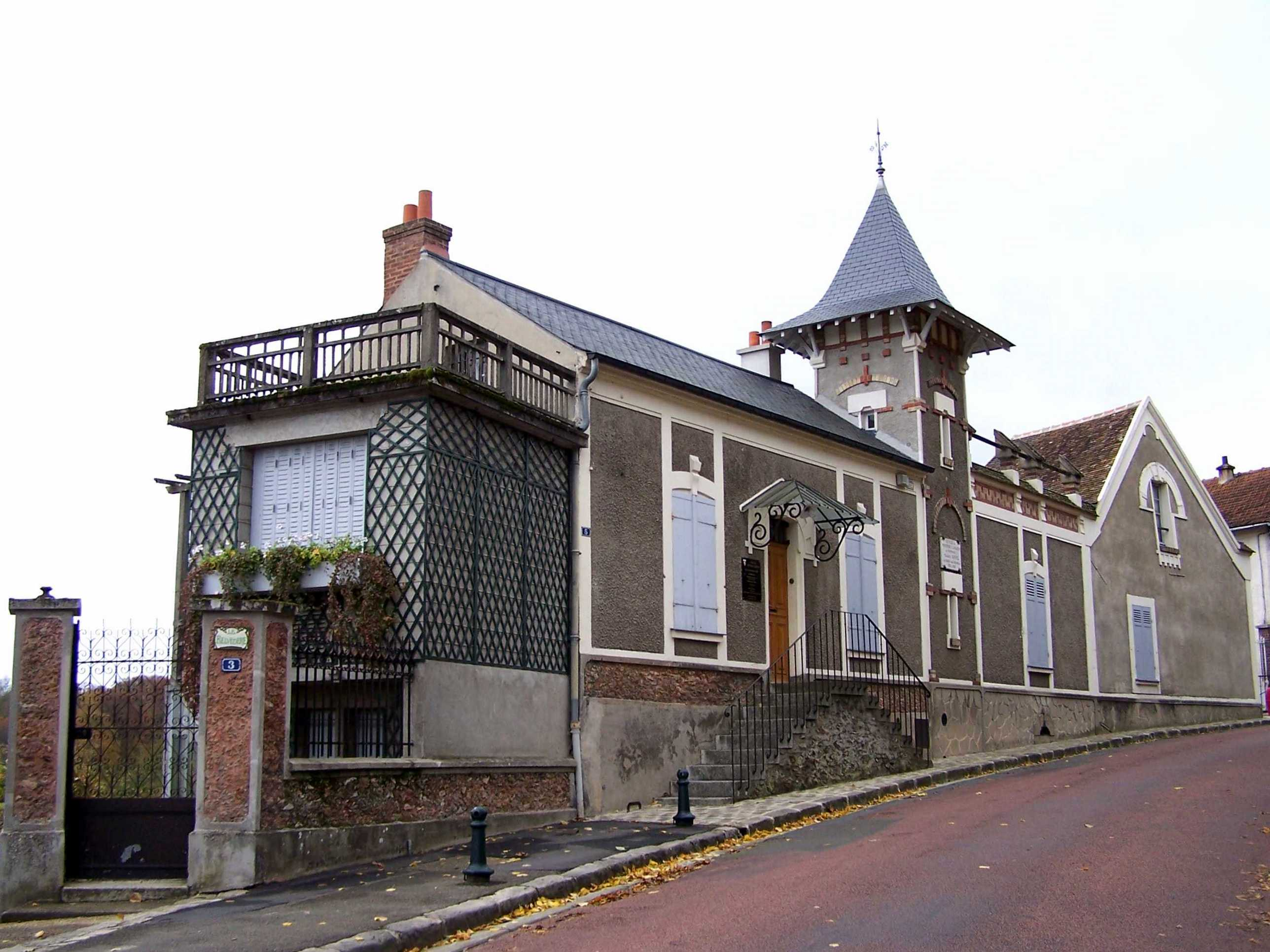
モンフォール・ラモリーにあるモーリス・ラヴェル博物館

オーケストレーションの天才、管弦楽の魔術師と言われる卓越した管弦楽法とスイスの時計職人（ストラヴィンスキー談）と評された精緻な書法が特徴。入念な完璧さへの腐心と同時に人間的豊かさを併せ持った表現力は「知性の最も微妙なゲームと心の深く隠された領域に沁み入る」とされた（ディクシオネール・ル・ロベール）。
母方の血筋であるスペインへの関心はさまざまな楽曲に見出だされる。また、『ヴァイオリン・ソナタ』『左手のためのピアノ協奏曲』『ピアノ協奏曲 ト長調』などにはジャズの語法の影響も見られる。常に新しい音楽的刺激を追い求めロマ音楽にも熱狂し、それが『ツィガーヌ』（1924年）へと繋がった。
ラヴェルはドビュッシーとともに印象主義音楽の作曲家に分類されることが多い。しかし、その作品はより強く古典的な曲形式に立脚しており、ドビュッシーとは一線を画すと同時にラヴェル本人も印象派か否かという問題は意に介さなかった。ただし自身への影響を否定はしながらも、ドビュッシーを尊敬・評価し、1902年には対面も果たしている。また、ドビュッシーもラヴェルの弦楽四重奏曲ヘ長調を高く評価するコメントを発表している。
ラヴェル自身はモーツァルトおよびフランソワ・クープランからはるかに強く影響を受けていると主張した。また彼はエマニュエル・シャブリエ、エリック・サティの影響を自ら挙げており、「エドヴァルド・グリーグの影響を受けてない音符を書いたことがありません」とも述べている。さらに先述のようにスペイン音楽・ジャズに加え、アジアの音楽およびフォークソング（民謡）を含む世界各地の音楽に強い影響を受けていた。アジアの音楽については、パリ音楽院に入学した14歳の春に、パリ万国博覧会で出会ったカンボジアの寺院、タヒチ島の人々の踊り、インドネシアのガムランなどに大きな影響を受けている。
また、リヒャルト・ワーグナーの楽曲に代表されるような宗教的テーマを表現することを好まず、その代わりにインスピレーション重視の古典的神話に題を取ることを好んだ。
『ピアノ協奏曲ト長調』について、モーツァルトおよびサン＝サーンスの協奏曲がそのモデルとして役立ったと語っている。1906年ごろに協奏曲『Zazpiak Bat』（「バスク風のピアノ協奏曲」（直訳では「7集まって1となる」というバスク人のスローガン）を書くつもりだったが、結局それが完成されることはなかった。ノートの残存や断片から、バスクの音楽から強い影響下にあることが確認される。ラヴェルはこの作品を放棄したが、かわりにピアノ協奏曲などほかの作品のいくつかの部分で、そのテーマとリズムを使用している。
ラヴェルは「作曲家で音楽理論家アンドレ・ジュダルジュ（André Gedalge）がわたしの作曲技術の開発において非常に重要な人でした」とコメントしている（ジュダルジュは対位法教程を残した最初期の作曲家でもある）。

また、ラヴェルは自身の創作姿勢については以下のように説明している。
「わたしは単純に芸術家の意識の錯乱を拒否します。 わたしたちは良い労働者であるべきです。 わたしの目標は「技術的な完成度」です。 そこにはけして到達できないと確信しているため、無限に到達しようと試みることができます。 重要なことは常に近づいていくことです。 まちがいなく芸術(作品）は作者以上の影響力を持っていますが、私の意見では、そこに別の目的を差し挟んではいけません」 （ラヴェル、Esquisse autobiographique、1928）
当時、一部の批評家はラヴェルの音楽を冷たく、空虚で人工的と評した。 芸術とメカニズムへの愛を決して否定しなかったラヴェルは、作家エドガー・アラン・ポーを引用し「感性と知性の中間点」と言う有名なフレーズで此れに反駁した。
「それにしても、人々は私が「自然に人工的」であるということを理解できないのだろうか？」

## 後世への影響
「作曲家は創作に際して個人と国民意識、つまり民族性の両方を意識する必要がある」というのがラヴェルの考え方だった。1928年、アメリカとカナダの25都市の大きなコンサートホールでピアノ公演を行うために渡米した際も、アメリカの作曲家たちに「ヨーロッパの模倣ではなく、民族主義スタイルの音楽としてのジャズとブルースを意識した作品を作るべきだ」と述べており、一説によればオーケストレーションの教えを乞うたジョージ・ガーシュウィンに対して「あなたはすでに一流のガーシュウィンなのだから、二流のラヴェルになる必要などない」と言ったといわれている。
彼の曲を得意とするピアニストはマルグリット・ロンや彼女の弟子のサンソン・フランソワなどがいるが、特にラヴェル本人から楽曲について細かいアドヴァイスを受ける機会があったヴラド・ペルルミュテールは、ラヴェルの意図を忠実に再現したラヴェル弾きと言われる。

## 代表的な作品
※括弧内の西暦は作曲年

### ピアノ作品
- グロテスクなセレナード（Sérénade grotesque、1893年ごろ）
自筆譜では単に「セレナード」という題である。
- 古風なメヌエット（Menuet antique、1895年）
- 耳で聴く風景（Les sites auriculaires）
  - ハバネラ（Habanera、1895年）
ドビュッシーが『グラナダの夕べ』に盗作したのではないかと物議を醸した作品。のちにオーケストレーションして『スペイン狂詩曲』の第3曲に使われている。
  - 鐘の鳴るなかで（Entre cloches、1897年）
- パレード（フランス語版）（La parade、 1896年）
- 亡き王女のためのパヴァーヌ（Pavane pour une infante défunte、1899年）
- 水の戯れ（Jeux D’Eau、1901年）
- ソナチネ（Sonatine、1903年 - 1905年）
  - 中庸の速さで（Modéré）
  - メヌエットの速さで（Mouvement de menuet）
  - 生き生きと（Animé）
- メヌエット嬰ハ短調（Menuet en ut dièse、1904年）
- 鏡（組曲）（Miroirs、1904年 - 1905年）
  - 蛾（Noctuelles）
  - 悲しい鳥（Oiseaux tristes）
  - 海原の小舟（Une barque sur l'ocean）
  - 道化師の朝の歌（Alborada del gracioso）
  - 鐘の谷（La vallée des cloches）
- 夜のガスパール（Gaspard de la Nuit、1908年）
  - オンディーヌ（Ondine）
  - 絞首台（Le Gibet）
  - スカルボ（Scarbo）
- マ・メール・ロワ（組曲）（Ma Mère l'Oye、1908年 - 1910年）
  - 眠りの森の美女のパヴァーヌ（Pavane de la belle au bois dormant）
  - 親指小僧（Petit Poucet）
  - パゴダの女王レドロネット（Laideronnette, Impératrice des Pagodes）
  - 美女と野獣の対話（Les Entretiens de la Belle et de la Bête）
  - 妖精の園（Le Jardin Féerique）
- ハイドンの名によるメヌエット（Menuet sur le nom d'HAYDN、1909年）
- 高雅で感傷的なワルツ（Valses nobles et sentimentales、1911年）
  - モデレ（Modéré - Très franc）
  - アッセ・ラン（Assez lent）
  - モデレ（Modéré）
  - アッセ・ザニメ（Assez animé）
  - プレスク・ラン（Presque lent）
  - アッセ・ヴィフ（Assez vif）
  - モワン・ヴィフ（Moins vif）
  - エピローグ、ラン（Épilogue: Lent）
- ボロディン風に（A la manière de Borodine、1913年）
- シャブリエ風に（A la manière de Emannuel Chabrier、1913年）
- 前奏曲 イ短調（Prélude、1913年）
- クープランの墓（Le Tombeau de Couperin、1914年 - 1917年）
  - 前奏曲（Prélude）
  - フーガ（Fugue）
  - フォルラーヌ（Forlane）
  - リゴドン（Rigaudon）
  - メヌエット（menuet）
  - トッカータ（toccata）
- 口絵（Frontispice、1918年）

### 協奏曲
- ピアノ協奏曲ト長調（Concerto pour piano et orchestre, sol majeur）
  - アレグラメンテ（allegramente）
  - アダージョ・アッサイ（adagio assai）
  - プレスト（presto）

もともとはバスク風協奏曲として計画されていたもの。
- 左手のためのピアノ協奏曲（Concerto pour la main gauche）
第一次世界大戦で右手を失ったピアニスト、パウル・ウィトゲンシュタイン（哲学者として知られるウィトゲンシュタインの兄）の依頼によるもの。ジャズの影響が色濃い。

### 管弦楽作品
- スペイン狂詩曲（Rapsodie espagnole、1907年）
  - 夜への前奏曲（Prélude à la nuit）
  - マラゲーニャ（Malagueña）
  - ハバネラ（Habanera）
  - 祭り（Feria）
- マ・メール・ロワ（組曲：ピアノ曲からの編曲、1912年）
- クープランの墓（組曲：ピアノ曲からの抜粋編曲、1919年）
  - 前奏曲（Prélude）
  - フォルラーヌ（Forlane）
  - メヌエット（Menuet）
  - リゴードン（Rigaudon）
- 亡き王女のためのパヴァーヌ（ピアノ曲からの編曲、1910年）
- 古風なメヌエット（ピアノ曲からの編曲、1928年）
- 『シェエラザード』序曲（Ouverture 'Shéhérazade'）
- 海原の小舟（Une barque sur l'océan）（「鏡」第3曲からの編曲）
- 道化師の朝の歌（Alborada del gracioso）（「鏡」第4曲からの編曲）

### オペラ
- スペインの時（L'heure espagnole）
1幕のオペラ。時計屋の女房に言い寄る男たちをコミカルに扱った歌劇。
- 子供と魔法（L'enfant et les sortilèges）
『子供と呪文』という場合もある。2幕のオペラ。

### バレエ音楽
- ボレロ（Boléro、1928年）
ラヴェルの作品の中でもっとも有名な曲である。
- ダフニスとクロエ（Daphnis et Chloé、1909年 - 1912年）
合唱付きの全曲版、および合唱のない全曲版から抜粋した第1組曲、第2組曲がある。
- ラ・ヴァルス（La Valse, Poème choréographique、1919年 - 1920年）
- マ・メール・ロワ（全曲版）

ジャック・ルーシェの依頼によるバレエのための編曲。組曲版とは順番が違い、前奏曲と間奏曲が付加され、全体が続けて演奏される。1912年に初演。
- 前奏曲（Prélude）
- 第1場: 紡ぎ車の踊りと情景（Danse du rouet et scène）
- 第2場: 眠りの森の美女のパヴァーヌ（Pavane de la belle au bois dormant）
- 第3場: 美女と野獣の対話（Les entretiens de la Belle et de la Bête）
- 第4場: 親指小僧（Petit poucet）
- 第5場: パゴダの女王レドロネット（Laideronnette, impératrice des Pagodes）
- アポテオーズ: 妖精の国（Le jardin Féerique）

- 高雅で感傷的なワルツ（アデライド、または花言葉）（ピアノ曲からの編曲、1912年）

### 室内楽曲
- ヴァイオリンソナタ（遺作）（1897年作曲、単一楽章）
- 弦楽四重奏曲ヘ長調
- 序奏とアレグロ（Introduction et allegro）
- ピアノ三重奏曲イ短調
- フォーレの名による子守歌（Berceuse sur le nom de Gabriel Fauré）
- 演奏会用狂詩曲『ツィガーヌ』（Tzigane）
ヴァイオリンとピアノ・リュテアル（またはピアノ）のための作品。ヴァイオリンと管弦楽にも編曲された。
- ヴァイオリン・ソナタ
- ヴァイオリンとチェロのためのソナタ
  - ドビュッシーの墓（トンボー）（Le tombeau de Claude Debussy） - ヴァイオリンとチェロのためのソナタの第1楽章となった。

### 声楽曲
- 暗く果てしない眠り
- 聖女（Sainte）
- クレマン・マロのエピグラム（2 Épigrammes de Clément Marot）
クレマン・マロの2つの風物詩とも。
  - 私に雪を投げるアンヌへの（D'Anne qui me jecta de la neige）
  - スピネットを弾くアンヌへの（D'Anne jouant de l'epinette）
- シェエラザード（Shéhérazade）
  - アジア（Asie）
  - 魔法の笛（La flûte enchantée）
  - つれない人（L'indifférent）
- おもちゃのクリスマス（Le Noël des jouets）
- 5つのギリシア民謡（5 Mélodies populaires grecques）
- 博物誌（Histories naturelles）
  - くじゃく（Le paon）
  - こおろぎ（Le grillon）
  - 白鳥（Le cygne）
  - かわせみ（Le martin-pêcheur）
  - ほろほろ鳥（La pintade）
- ハバネラ形式のヴォカリーズ（Vocalise - étude en forme de habanera）
- 草の上で（Sur l'herbe）
- トリパトス（Tripatos）
- 民謡集（4曲; Chants populaires）
- スコットランドの歌（Chanson écossaise）
- ステファヌ・マラルメの3つの詩（3 Poèmes de Stéphane Mallarmé）
  - ため息（Soupir）
  - むなしい願い（Placet futile）
  - 壷のなかから一飛びに躍り出た（Surge de la croupe et du bond）

ドビュッシーが同時期に、第1曲、第2曲と同じ詩に作曲している。
- 無伴奏混声合唱のための3つの歌（3 Chansons）
  - ニコレット（Nicolette）
  - 3羽の美しい極楽鳥（3 Beaux oiseaux du paradis）
  - ロンド（Ronde）
- 2つのヘブライの歌（2 Mélodies hébraïques）
  - カディッシュ（Kaddish）
  - 永遠の謎（L'énigme éternelle）
- マダガスカル島民の歌（Chansons madécasses）
  - ナアンドーヴ（Nahandove）
  - おーい（呼び声）（Aoua !）
  - 休息-それは甘く（Repos - Il est doux）
- ドゥルシネア姫に思いを寄せるドン・キホーテ（Don Quichotte à Dulcinée）
  - ロマンティックな歌（Chanson romanesque）
  - 勇士の歌（Chanson épique）
  - 乾杯の歌（Chanson à boire）

もともと1933年の映画「ドン・キホーテ」(Don Quixote)の劇中歌として作られたが、映画では使用されなかった（イベールの曲が採用された）。ラヴェル最後の完成作品。
- アリッサ（Alyssa、1903年）
- アルシオーヌ（Alcyone、1902年）

### 合作
- ジャンヌの扇（L'éventail de Jeanne）
ジャック・イベール、ロラン＝マニュエル、アルベール・ルーセル、ダリウス・ミヨー、フランシス・プーランク、ジョルジュ・オーリック、フロラン・シュミット、マルセル・ドラノワ、ピエール・フェルーとの合作。そのうち1曲目のファンファーレを担当。

### 編曲
- 展覧会の絵（Tableaux d'une exposition、原曲はムソルグスキーのピアノ曲。1922年に指揮者セルゲイ・クーセヴィツキーの依頼で管弦楽編曲）
- 謝肉祭（1914年にヴァーツラフ・ニジンスキーの委嘱によりシューマンのピアノ曲を管弦楽編曲。ただし現在楽譜が残されているのは、「前口上」「ドイツ風ワルツ―パガニーニ」「ペリシテ人と闘うダヴィッド同盟の行進曲」のみ）
- 夜想曲（ドビュッシーのオーケストラと女声合唱のための曲を2台のピアノのために編曲。着手は1901年だが、完成は遅く1909年。同年に出版された[18]）
- 牧神の午後への前奏曲（ドビュッシーのオーケストラ作品を連弾用に1910年に編曲[18]）
- サラバンド（ドビュッシーのピアノ曲集『ピアノのために』第2曲を管弦楽編曲）
- 舞曲（スティリー風タランテラ）（同上。1922年編曲[18]）
- 華やかなメヌエット（シャブリエのピアノ曲を管弦楽編曲）

### 私家作品（未完、断片など）
- フーガ（紛失）
- マズルカ（1ページの断片）
- 交響曲のスケッチ
- モーヌ大将（構想のみで現存はしないが、作曲はしたという説あり）
- スケート滑り（断片）
- 組曲（第1ピアノ部分欠落）
- 「室内」のための前奏曲（オペラ「室内」の未完原稿）
- グリーグの主題による変奏曲
- カリロエ（現存せず）

### 文集
- 『ラヴェル著述選集』笠羽映子編訳、法政大学出版局、2025年

## 記念施設
モーリス・ラヴェル博物館
パリ郊外モンフォール＝ラモーリー（パリ・モンパルナス駅より約50分、駅前より徒歩45分または車）にある最晩年の家をそのまま保存し、博物館として展示している。
墓碑
パリ近郊ルヴァロワ（パリ・サン・ラザール駅より約15分）の墓地にある。

## 関連作品
映画
- 『ボレロ 永遠の旋律（フランス語版）』(2024年) - アンヌ・フォンテーヌ監督作品。ラヴェルが如何にして「ボレロ」を誕生させたか、その秘話を描いた伝記映画。

著作
- 『ラヴェル著述選集』(2025年) 笠羽映子訳、法政大学出版局